# 니시아라이정
니시아라이정(西新井町)은 1928년 2월 10일부터 1932년 10월 1일까지 존재했던 도쿄부 미나미아다치군의 정이다. 현재의 아다치구 남서부에 해당한다.

## 개요
도쿄부 미나미아다치군의 남서부의 정이다.

## 역사
- 1889년 5월 1일 - 시정촌제 시행에 의해 3촌이 합병해 니시아라이촌이 성립하였다.
- 1928년 10얼 1일 - 정으로 승격해 니시아라이정이 되었다.
- 1932년 10월 1일 -2정 7촌이 도쿄시에 편입해, 아다치구가 되었다.